# Зимелсдорф
Зимелсдорф (њем. Simmelsdorf) општина је у њемачкој савезној држави Баварска. Једно је од 27 општинских средишта округа Нирнбергер Ланд. Према процјени из 2010. у општини је живјело 3.177 становника. Посједује регионалну шифру (AGS) 9574158.

## Географски и демографски подаци
Зимелсдорф се налази у савезној држави Баварска у округу Нирнбергер Ланд. Општина се налази на надморској висини од 375 метара. Површина општине износи 40,8 km². У самом мјесту је, према процјени из 2010. године, живјело 3.177 становника. Просјечна густина становништва износи 78 становника/km².